# Rvanje grčko-rimskim stilom
Grčko-rimsko ili klasično rvanje (Evropa) ili francusko rvanje (u Rusiji do 1948) stil je rvanja koji se praktikuje širom sveta. Ovaj stil se koristio na prvim modernim Olimpijskim igrama 1896. godine i bio je uključen u svim letnjim Olimpijskim igarama održanim od 1904. godine. Ovaj stil rvanja zabranjuje hvatanje ispod struka, što je glavna karakteristika koja ga razlikuje od rvanja slobodnim stilom (drugi oblik rvanja koji se koristio na Olimpijskim igrama). Ovo ograničenje rezultira naglaskom na bacanja, jer rvač ne može da koristi izlete kako bi spustio protivnika na zemlju ili ga zakačio/uhvatio za nogu kako bi izbegao bacanje.
Grčko-rimsko rvanje je jedan od nekoliko oblika amaterskog takmičarskog rvanja koje se praktikuje na međunarodnom nivou. Ostale rvačke discipline koje sankcioniše Ujedinjeno svetsko rvanje su: muško rvanje u slobodnom stilu, rvanje u slobodnom stilu za žene, grapling (rvanje podnošenjem), pankration, ališ (pojasno rvanje), pehlivansko rvanje i rvanje na plaži.

## Istorija
Naziv „grčko-rimski” primenjen je za ovaj stil rvanja kao način ukazivanja da je sličan rvanju koje se nekada praktikovalo u drevnim civilizacijama koje su okruživale Sredozemno more, posebno na drevnim Grčkim olimpijskim igrama. U to vreme sportisti su u početku nosili tesne šorceve, ali su se kasnije rvali goli.
Pretpostavlja se da su mnogi stilovi evropskog narodnog rvanja možda podstakli poreklo grčko-rimskog rvanja. Prema Ujedinjenom svetu rvanja, napoleonski vojnik po imenu Žan Eksbraja prvi je razvio ovaj stil. Eksbraja je nastupao na sajmovima i svoj stil rvanja nazvao je „ravno ručno rvanje” kako bi ga razlikovao od ostalih oblika borbe prsa u prsa koji su dozvoljavali udaranje. Godine 1848, Eksbraja je uspostavio pravilo da se ne sme držati ispod pojasa; nisu bila dozvoljena ni bolna držanja, ni torzije koje bi naudile protivniku. „Ravno rvanje” ili „francusko rvanje” (kako je stil postao poznat) razvilo se širom Evrope i postalo popularan sport. Italijanski rvač Basilio Bartoleti prvi je skovao termin „grčko-rimski” za ovaj sport da bi naglasio interesovanje za „drevne vrednosti”. Mnogi drugi u 18. i 20. veku su pokušali da poboljšaju sport svojim savremenim atletskim praksama pronalazeći neke od veza sa drevnim kolegama. U delu Gimnastika za mlade iz 18. veka, Johan Kristof Fridrih Guts Muts, opisao je oblik dečačkog rvanja nazvan „ortopal” (koji je Platon koristio za opis stajaćeg dela rvanja), a nije pominjao nijedan donji deo tela. Pravo drevno rvanje bilo je sasvim drugačije; pogledajte grčko rvanje.
Britanci nikada nisu uživali u grčko-rimskom rvanju u poređenju sa manje restriktivnom varijantom, slobodnim stilom, a nisu to učinili ni Amerikanci, uprkos naporima Vilijama Malduna (uspešnog rvača slobodnim stilom iz Njujorka, koji je služio u Francusko-pruskom ratu i naučio ovaj stil u Francuskoj) da ga promoviše u Sjedinjenim Državama nakon Građanskog rata. Međutim, na evropskom kontinentu stil je u znatnoj meri promovisan. Gotovo svi glavni gradovi kontinentalne Evrope bili su domaćini međunarodnih grčko-rimskih turnira u 19. veku, sa velikim brojem novčanih nagrada koje su dobijali pobednici. Na primer, car Rusije je rvačima platio 500 franaka da treniraju i takmiče se na njegovom turniru, a 5.000 franaka dodelio je kao nagradu pobedniku turnira. Grčko-rimsko rvanje je ubrzo postalo prestižno u kontinentalnoj Evropi i bilo je prvi stil registrovan na modernim Olimpijskim igrama, počevši sa Atinom 1896. godine, jednom borbom u teškoj kategoriji, i popularnost je rasla tokom 20. veka. Ono je uvek bilo zastupljeno na Olimpijskim igrama, osim tokom Olimpijskih igara u Parizu 1900. godine i Olimpijskih igara u Sent Luisu 1904. godine, kada se slobodni stil prvi put pojavio kao olimpijski sport.
Možda najpoznatiji od grčko-rimskih rvača u 19. veku bio je Georg Hakenšmit rođen u Dorpatu, Rusko carstvo, sa nadimkom „Ruski lav”. Hakenšmit je 1898. godine u svojoj 21 godini i sa 15 meseci treninga pobedio iskusnog Pola Ponsa u meču u Sankt Peterburgu u Rusiji. Godine 1900, on je osvojio profesionalne turnire u Moskvi i Sankt Peterburgu i niz međunarodnih turnira nakon toga. Nakon pobede nad Tomom Dženkinsom (iz Sjedinjenih Država) i u mečevima slobodnog i grčko-rimskog stila u Engleskoj, Georg Hakenšmit se rvao isključivo slobodnim stilom kako bi se bolje takmičio protiv engleskih, australijskih i američkih protivnika. Osvojivši više od 2.000 pobeda u grčko-rimskom i slobodnom stilu, Hakenšmit je služio kao savetnik za fizičko vaspitanje u Domu lordova nakon penzionisanja.

## Klase težine
Trenutno je međunarodno grčko-rimsko rvanje podeljeno u četiri glavne starosne kategorije: školarci, kadeti, juniori i seniori. Školarci (mladići od 14 do 15 godina ili od 13 godina sa lekarskim uverenjem i odobrenjem roditelja) rvu se u 10 težinskih razreda u rasponu od 29 do 85 kg. Kadeti (mladići od 16 do 17 godina ili od 15 godina sa lekarskim uverenjem i odobrenjem roditelja) rvu se u 10 težinskih razreda u rasponu od 39 do 100 kg. Juniori (mladići uzrasta od 18 do 20 godina; ili uzrasta od 17 godina sa lekarskim uverenjem i odobrenjem roditelja) rvu se u osam kategorija težine u rasponu od 46 do 120 kg. Seniori (muškarci od 20 i više godina) rvu se u sedam težinskih kategorija u rasponu od 50 do 120 kg. Za muškarce postoji i posebna kategorija za neka grčko-rimska takmičenja, „Veterani”, za muškarce starije od 35 godina, koji uglavnom imaju iste kategorije težine kao i seniori. Takođe, sve muške starosne kategorije i kategorije težine mogu se primeniti na rvanje slobodnim stilom. Rvači se nakon vaganja mogu rvati samo u svojoj kategoriji težine. Rvači u seniorskoj starosnoj kategoriji mogu se rvati u višoj težinskoj kategoriji, osim u teškoj kategoriji (koja kod muškaraca započinje sa težinom većom od 96 kg). Različite nacije mogu imati različite kategorije težine i različite starosne kategorije za svoje nivoe grčko-rimskog takmičenja.

## Literatura
- International Federation of Associated Wrestling Styles. „Greco-Roman Wrestling”. FILA. Архивирано из оригинала 2011-07-11. г. Приступљено 2008-10-28.
- International Federation of Associated Wrestling Styles (2006-12-01). „International Wrestling Rules: Greco-Roman Wrestling, Freestyle Wrestling, Women's Wrestling” (PDF). FILA. Архивирано из оригинала (PDF) 11. 06. 2016. г. Приступљено 2008-10-28.
- USA Wrestling (2009-02-01). „International Wrestling Rules: Greco-Roman Wrestling, Freestyle Wrestling, Women's Wrestling, modified for USA Wrestling” (PDF). USAW. Архивирано из оригинала (PDF) 2014-07-02. г. Приступљено 2009-03-19.
- Poliakoff, Michael (1996). „Wrestling, Freestyle”.  Ур.: Christensen, Karen. Encyclopedia of World Sport: From Ancient Times to the Present. 3. Santa Barbara, California: ABC-CLIO, Inc. стр. 1189–1193. ISBN 0-87436-819-7.
- Poliakoff, Michael (1996). „Wrestling, Greco-Roman”.  Ур.: Christensen, Karen. Encyclopedia of World Sport: From Ancient Times to the Present. 3. Santa Barbara, California: ABC-CLIO, Inc. стр. 1194–1196. ISBN 0-87436-819-7.
- Armstrong, Walter (1890). „Wrestling, Greco-Roman”.  Ур.: Armstrong, Walter. Wrestling. 1. New York: Frederick A. Stokes Company. стр. 52.
- Edmond Desbonnet, Les Rois de la Lutte, Berger-Levrault, Paris, 1910
- „International Wrestling Rules: Greco-Roman Wrestling, Freestyle Wrestling, Women's Wrestling” (PDF). FILA. 2006-12-01. Архивирано из оригинала (PDF) 11. 06. 2016. г. Приступљено 2008-10-28.